# Кошелівка (річка)
Кошелівка — річка в Україні, у Звягельському районі Житомирської області. Ліва притока Жолоб'янки, (басейн Прип'яті).

## Опис
Довжина річки 20 км., похил річки — 1,2 м/км, найкоротша відстань між витоком і гирлом — 13,53  км, коефіцієнт звивистості річки — 1,48 , площа басейну 70,2  км².

## Розташування
Починається на південно-західній околиці села Кам'янки. Тече переважно на північний схід через Токарів і у Яруні впадає у річку Жолоб'янку, ліву притоку Церему.